# Ань (чжуинь)

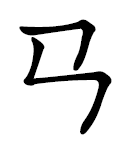

Ань — одна из букв китайского алфавита чжуинь. В основном Ань используется для как финаль (кит.韵母 — иньму), но может выступать и самостоятельно. С медиалью «И» образует финаль «-янь».
Ань участвует в образовании 49 слогов:
| ㄢ — ань       | ㄓㄢ — чжань    | ㄔㄢ — чань     | ㄐㄧㄢ — цзянь  |
| ㄑㄧㄢ — цянь  | ㄓㄨㄢ — чжуань | ㄔㄨㄢ — чуань  | ㄐㄩㄢ — цзюань |
| ㄑㄩㄢ — цюань | ㄈㄢ — фань     | ㄏㄢ — хань     | ㄒㄧㄢ — сянь   |
| ㄒㄩㄢ — сюань | ㄏㄨㄢ — хуань  | ㄖㄢ — жань     | ㄖㄨㄢ — жуань  |
| ㄍㄢ — гань    | ㄎㄢ — кань     | ㄍㄨㄢ — гуань  | ㄎㄨㄢ — куань  |
| ㄌㄢ — лань    | ㄌㄧㄢ — лянь   | ㄌㄨㄢ — луань  | ㄇㄢ — мань     |
| ㄇㄧㄢ — мянь  | ㄋㄢ — нань     | ㄋㄧㄢ — нянь   | ㄋㄨㄢ — нянь   |
| ㄅㄢ — бань    | ㄆㄢ — пань     | ㄅㄧㄢ — бянь   | ㄆㄧㄢ — пянь   |
| ㄙㄢ — сань    | ㄕㄢ — шань     | ㄕㄨㄢ — шуань  | ㄙㄨㄢ — суань  |
| ㄉㄢ — дань    | ㄊㄢ — тань     | ㄉㄧㄢ — дянь   | ㄊㄧㄢ — тянь   |
| ㄗㄢ — цзань   | ㄘㄢ — цань     | ㄗㄨㄢ — цзуань | ㄘㄨㄢ — цуань  |
| ㄉㄨㄢ — дуань | ㄊㄨㄢ — туань  | ㄨㄢ — вань     | ㄧㄢ — янь      |
| ㄩㄢ — юань    |                 |                 |                 |